# 薩諾克縣

49°33′N 22°13′E / 49.550°N 22.217°E
薩諾克縣（波蘭語：Powiat sanocki）是波蘭的縣份，位於該國南部，由喀爾巴阡山省負責管轄，首府設於薩諾克，面積1,225平方公里，2006年人口94,740，人口密度每平方公里77人。